# Cristofer Rosales
Cristofer Rosales est un boxeur nicaraguayen né le 6 octobre 1994 à Managua.

## Carrière
Passé professionnel en 2013, il devient champion du Nicaragua des poids mouches en 2015 puis champion du monde  WBC de la catégorie le 15 avril 2018 en battant à Yokohama le japonais Daigo Higa par arrêt de l'arbitre au 9e round. Rosales conserve son titre le 18 août 2018 en mettant KO au 4e round Paddy Barnes puis s'incline aux points contre le britannique Charlie Edwards le 22 décembre 2018.